# Environmentální hnutí

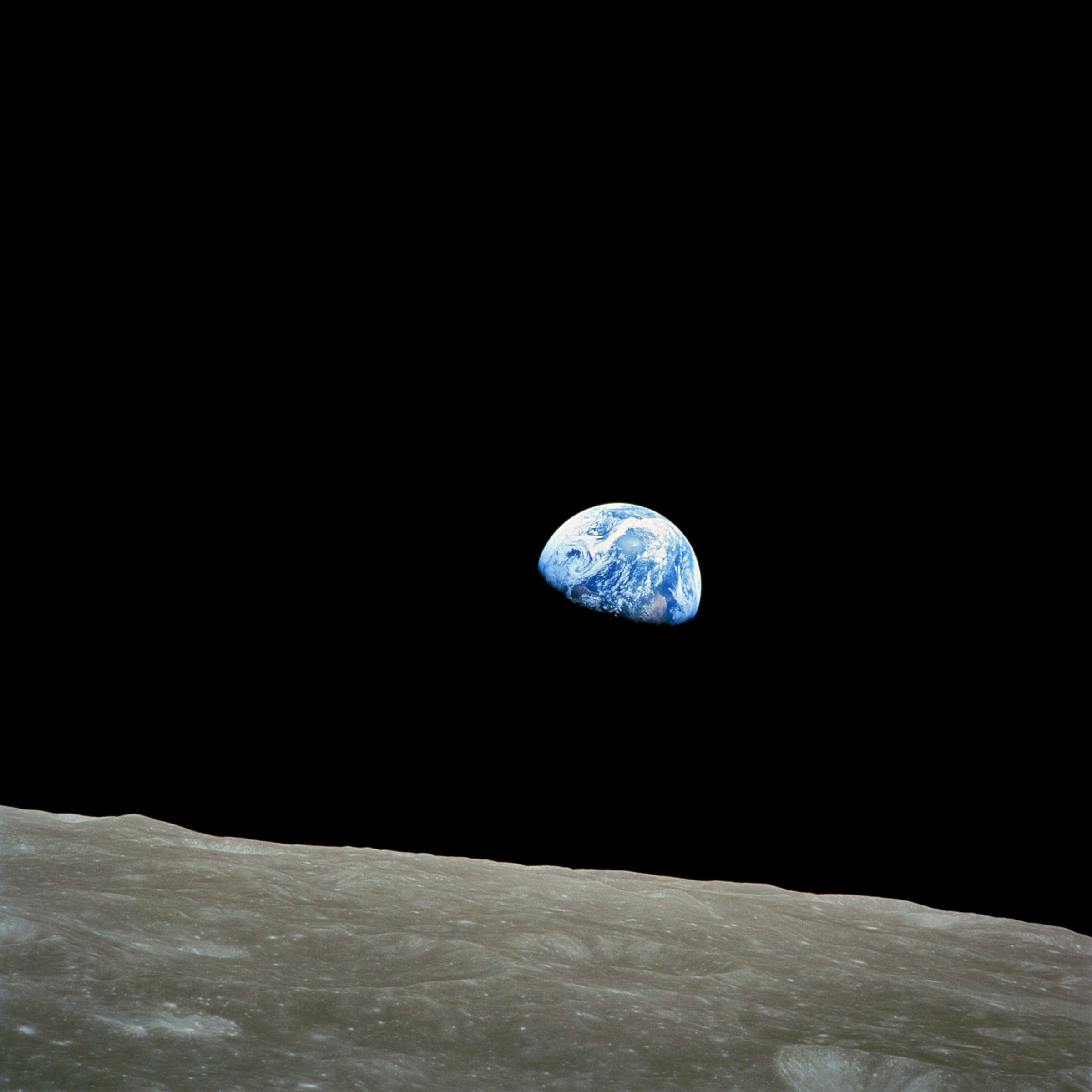
Východ Země z Apolla 8, 24. prosince 1968

Environmentální hnutí (někdy označované jako ekologické hnutí), které obsahuje také ochranářství a zelenou politiku, je rozmanité vědecké, sociální a politické hnutí usilující o řešení environmentálních problémů. Environmentalisté obhajují udržitelný management zdrojů a péči o životní prostředí prostřednictvím změn ve veřejné politice a individuálním chování. Ve svém uznání lidstva jako součásti (nikoli protipólu) ekosystémů je hnutí zaměřeno na ekologii, zdraví a lidská práva.
Environmentální hnutí je mezinárodní hnutí zastoupené řadou organizací, od velkých až po grassrootové (hnutí zdola) a v každé zemi se liší. Vzhledem k množství členů a rozdílnosti environmentálních problémů není environmentální hnutí ve svých cílech vždy jednotné. Environmentální hnutí také zahrnuje některá hnutí se specifičtějším zaměřením, například klimatické hnutí. V nejširším smyslu slova zahrnuje environmentální hnutí jednotlivé občany, experty, politiky, vědce, neziskové organizace a právníky.

## Dějiny

### Rané období
Počátek zájmu o životní prostředí je od počátku 19. století spjat s romantismem.
Původně environmentální hnutí reagovalo na zvyšující se úroveň znečištění ovzduší během průmyslové revoluce. Vznik velkých továren a s ním související obrovský růst spotřeby uhlí vedly v průmyslových centrech k nebývalé míře znečištění ovzduší; po roce 1900 se k rostoucímu množství nezpracovaného odpadu vytvořeného člověkem přidalo vypouštění průmyslových chemikálií.  Díky rostoucímu tlaku městské střední třídy přišly první rozsáhlé moderní environmentální zákony, a to ve formě britských Alkali Acts, které byly schváleny v roce 1863, aby regulovaly škodlivé znečištění ovzduší (plynnou kyselinou chlorovodíkovou) vypouštěnou při Leblancově procesu používaném k průmyslové výrobě prací
 sody (uhličitanu sodného).

### Ochránci přírody

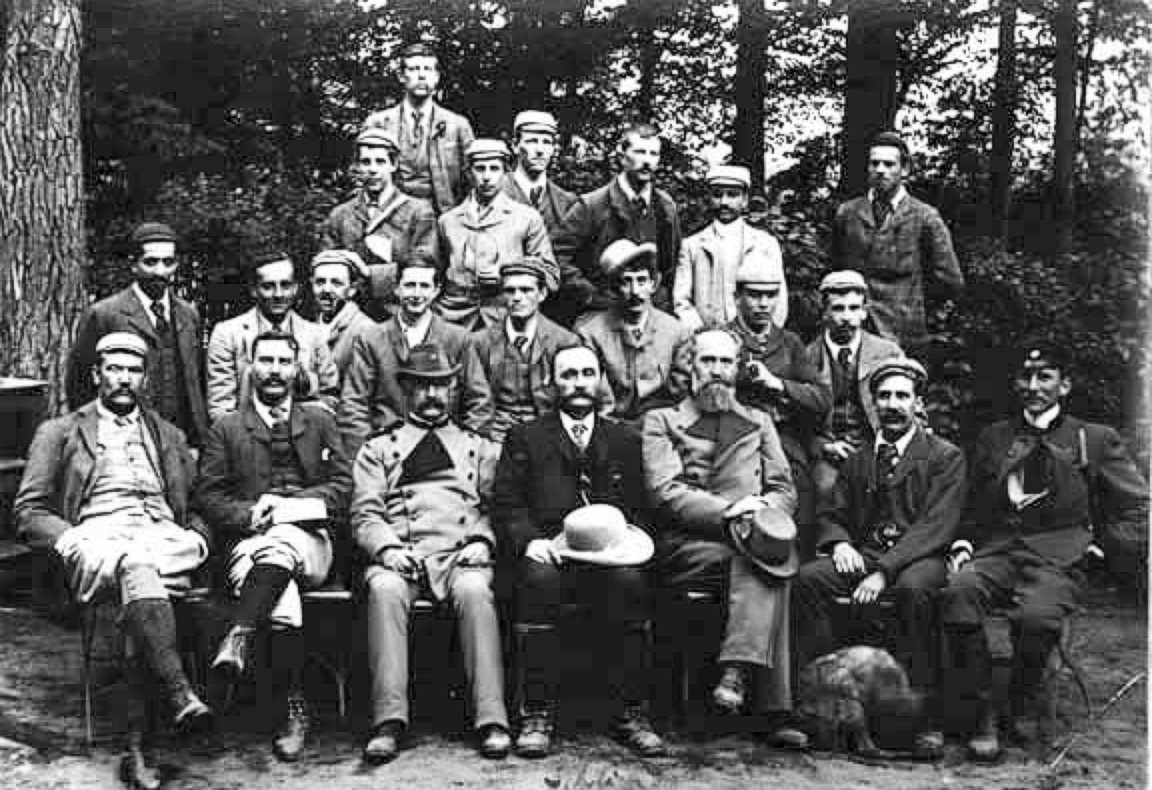
Studenti lesnické školy v Oxfordu na návštěvě lesů Saska v roce 1892

Moderní ochranářské hnutí se poprvé projevilo v indických lesích, kde v praxi uplatňovalo vědecké principy ochrany přírody. Nově se vyvíjející ochranářská etika zahrnovala tři základní principy: že lidská činnost poškozuje životní prostředí, že existuje občanská povinnost zachovat životní prostředí budoucím generacím, a že k zajištění zachování životního prostředí by měly být použity empirické vědecké metody. Tento směr významně propagoval James Ranald Martin, který publikoval mnoho medicínsko-topografických zpráv prokazujících rozměry škod způsobených rozsáhlým odlesňováním a vysycháním. Martin také lobboval za institucionalizaci aktivit na ochranu lesů v Britské Indii zřízením Indické Lesní Služby.  Lokální Madrasská Správní Rada zahájila úsilí o ochranu lesů v roce 1842, v čele s profesionálním botanikem Alexandrem Gibsonem, který systematicky přijímal vědecké principy v ochraně lesa. Jedná se o první případ státní správy lesů na světě.  Nakonec vláda vedená generálním guvernérem Lordem Dalhousiem představila v roce 1855 první trvalý a rozsáhlý program na ochranu lesů na světě, model, který se brzy rozšířil do dalších kolonií a do Spojených států. V roce 1860 zakázala Indická Lesní Služba ponechávání půdy ladem. Příručka Hugha Cleghorna z roku 1861, Lesy a zahrady jižní Indie, se stala význačnou prací na toto téma a lesní asistenti po celém subkontinentu ji široce využívali. 
Dietrich Brandis vstoupil do britské služby v roce 1856 jako vedoucí divize týkových lesů Pegu ve východní Barmě. Během této doby byly barmské týkové lesy ovládány militantními kmenem Karenů. Brandis zavedl tzv. systém „taungya“,  v němž Karenové sloužili jako pracovní síla při výsadbě, plevelení a dalších činnostech souvisejících s týkovými plantážemi. Brandis také vytvořil novou lesní legislativu a pomohl zřídit výzkumné a vzdělávací instituce, například lesnickou školu v Dehradunu. 

### Zakládání společností na ochranu životního prostředí
Na konci 19. století vznikly první společnosti na ochranu divoké přírody. Zoolog Alfred Newton stál za vznikem právních předpisů na ochranu zvířat před lovem během období páření. Jeho snaha vedla k vytvoření Ligy peří (později Královské společnosti pro ochranu ptáků) v roce 1889. Společnost fungovala jako protestní skupina a vedla kampaň proti používání kůží a kožešin v odívání. Společnost získávala rostoucí podporu předměstských středních tříd a ovlivňovala schvalování Zákona o ochraně mořských ptáků v roce 1869, prvního zákona o ochraně přírody na světě. 
Po většinu století od roku 1850 do roku 1950 však bylo primární environmentální kauzou zmírnění znečištění ovzduší. Společnost za snížení uhelného kouře založil v roce 1898 umělec Sir William Blake Richmond a jedná se tak o jednu z nejstarších ekologických nevládních organizací. Ačkoli už existovaly určité právní předpisy, teprve Zákon o veřejném zdraví z roku 1875 vyžadoval, aby všechny pece a krby pohlcovaly svůj vlastní kouř.

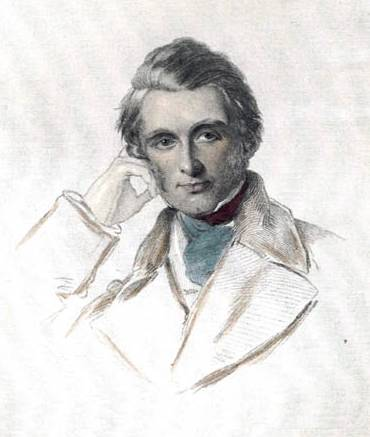
John Ruskin vlivný myslitel, který artikuloval romantický ideál ochrany přírody a životního prostředí

Systematické úsilí za ochranu životního prostředí začalo až na konci 19. století; v 70. letech 19. století vyrostlo z britského hnutí, jež reagovalo na industrializaci, růst měst a zhoršení znečištění ovzduší a vody. Počínaje vznikem Společnosti pro ochranu občin v roce 1865 hnutí hájilo ochranu venkova proti zásahům industrializace. Robert Hunter, právní zástupce společnosti, spolupracoval s Hardwickem Rawnsleym, Octaviou Hill a Johnem Ruskinem, s nimiž vedl úspěšnou kampaň proti výstavbě železnic přepravujících břidlici z lomů, což by zničilo nedotčená údolí Newlands a Ennerdale. Tento úspěch vedl ke vzniku Společnosti na obranu Jezerní oblasti (později Přátelé Jezerní oblasti).
V roce 1893 se Hill, Hunter a Rawnsley dohodli na zřízení národního orgánu, který bude koordinovat úsilí o ochranu životního prostředí v celé zemi; činnost „Národního svěřenství míst historického zájmu nebo přírodní krásy ” byla formálně slavnostně zahájena v roce 1894.  Organizace získala postavení prostřednictvím Zákona o národním svěřenství z roku 1907, který jí dal učinil statutární společností. 

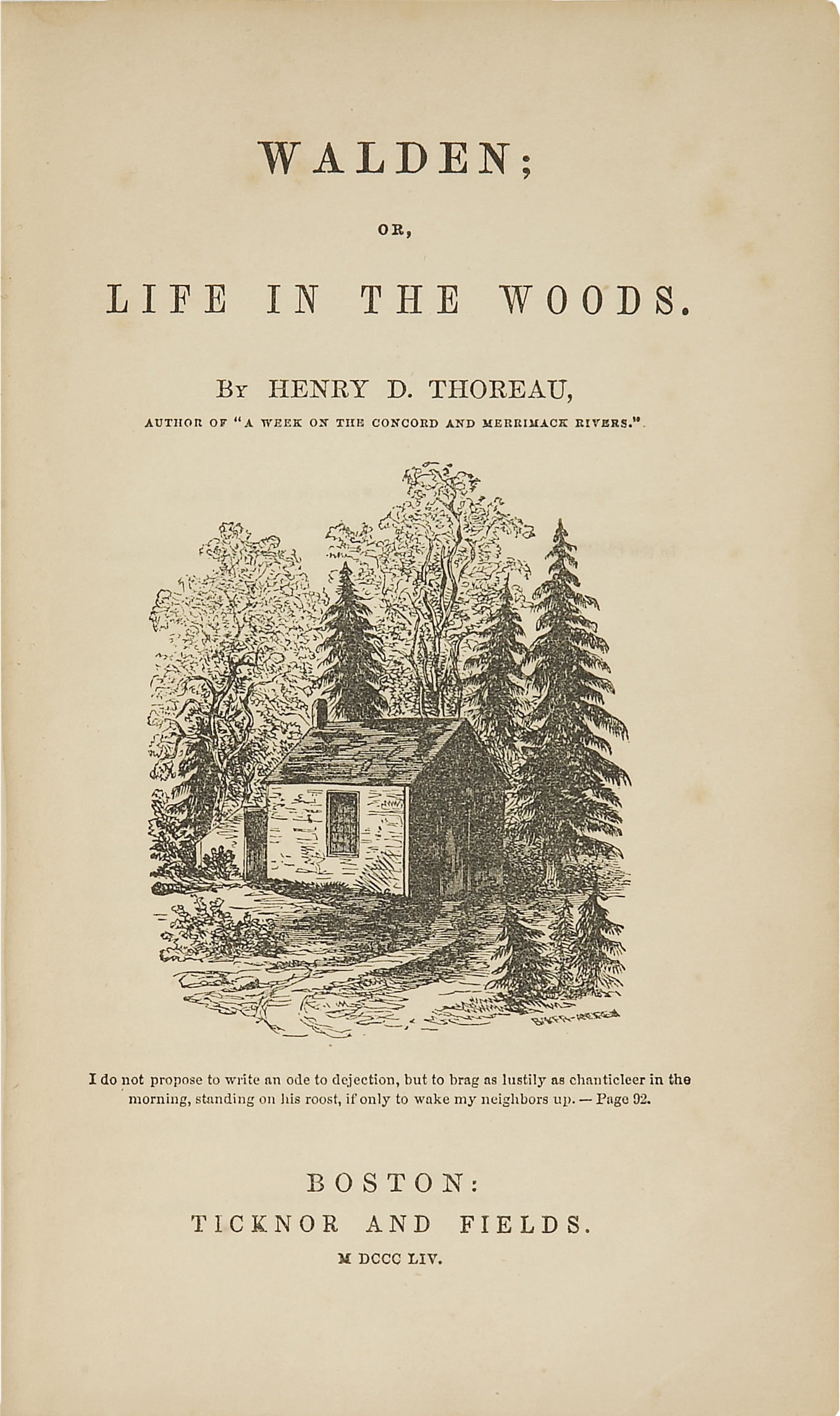
Originální titulní stránka Waldena od Henryho Davida Thoreaua

O rané hnutí „Zpět k přírodě" předvídající romantický ideál moderního environmentalismu se zasadili intelektuálové jako John Ruskin, William Morris a Edward Carpenter, kteří byli všichni proti konzumu, znečištění a dalším činnostem poškozujícím přírodní svět.  Hnutí reagovalo na podmínky v průmyslových městech, kde vládla zcela nedostatečná hygiena, nesnesitelná úroveň znečištění a velmi stísněné bydlení. Idealisté prosazovali představu venkovského života jako mytické utopie a volali po návratu k němu. John Ruskin tvrdil, že lidé by se měli vrátit ke kousku anglické půdy, krásné, klidné a plodné. Nebudeme na to mít žádné parní stroje. . . budeme mít spoustu květin a zeleniny. . . budeme mít nějakou hudbu a poezii; děti se na ni naučí tančit a zpívat. 
Hnutí ve Spojených státech začalo koncem 19. století, a to z obav o ochranu přírodních zdrojů Západu, přičemž k jeho vzniku zásadně filozoficky přispěli John Muir a Henry David Thoreau. Thoreaua zajímal vztah lidí s přírodou, sám žil skromný život v přírodě. Své zkušenosti zveřejnil v knize Walden, která tvrdí, že lidé by měli s přírodou žít v důvěrném vztahu. Muir věřil, že příroda má svá práva, a to po své zkušenosti s turistikou v údolí Yosemite a studiu ekologie a geologie. Úspěšně loboval v kongresu za vytvoření Yosemitského národního parku, a v roce 1892 založil klub Sierra. Ochranářské principy a víra v inherentní práva přírody se měly stát základem moderního environmentalismu. Rané hnutí v USA se nicméně vyvinulo s vnitřním rozporem; John Muir chtěl krajinu vyčleněnou pro její vlastní hodnotu, ale jiní, jako Gifford Pinchot (první šéf americké lesní služby v letech 1905 až 1910), chtěli spravovat přírodní zdroje pro lidský užitek.

### 20. století
Ve 20. století byly environmentální myšlenky čím dál více uznávány a těšily se narůstající oblibě. Zvyšovalo se úsilí zachránit divoká zvířata, zejména amerického bizona. Smrt posledního holuba stěhovavého a ohrožení amerického bizona pomohly popularizovat obavy ochranářů. V roce 1916 založil prezident Woodrow Wilson Službu národního parku. Průkopníci hnutí požadovali účinnější a profesionální správu přírodních zdrojů. Bojovali za reformu, protože věřili, že zničení lesů, úrodné půdy, minerálů, volně žijících živočichů a vodních zdrojů povede k úpadku společnosti. V posledních letech je nejaktivnější klimatické hnutí. Americké hnutí se rozvíjelo především po druhé světové válce, kdy lidé začali vnímat cenu vlastní nedbalosti vůči přírodě, rozšíření nemocí a znečištění ovzduší a vody v důsledku výskytu několika ekologických katastrof, ke kterým po druhé světové válce došlo. Ve čtyřicátých letech napsal Aldo Leopold „Obrázky z chatrče a rozmanité poznámky“. Věřil v etiku krajiny, která uznala udržování „krásy, integrity a zdraví přírodních systémů“ jako morálního a etického imperativu.
Další významnou literární silou v prosazování environmentálního hnutí bylo Tiché jaro autorky Rachel Carson o snižování populace ptáků v důsledku používání insekticidů DDT, znečištění a pokusů člověka o kontrolu přírody pomocí syntetických látek. Jejím hlavním poselstvím bylo identifikovat komplexitu a křehkost ekosystému a hrozby, kterým lidé čelí. V roce 1958 začala Carson pracovat na své poslední knize s myšlenkou, že příroda potřebuje ochranu člověka. Carson se zaměřila hlavně na pesticidy, což ji vedlo k nazírání na přírodu jako na křehkou a používání technologie jako nebezpečné pro člověka a jiné druhy. 
Obě tyto knihy pomohly vznést tyto problémy do veřejné diskuze, Tichého jara se prodalo přes dva miliony kopií. 

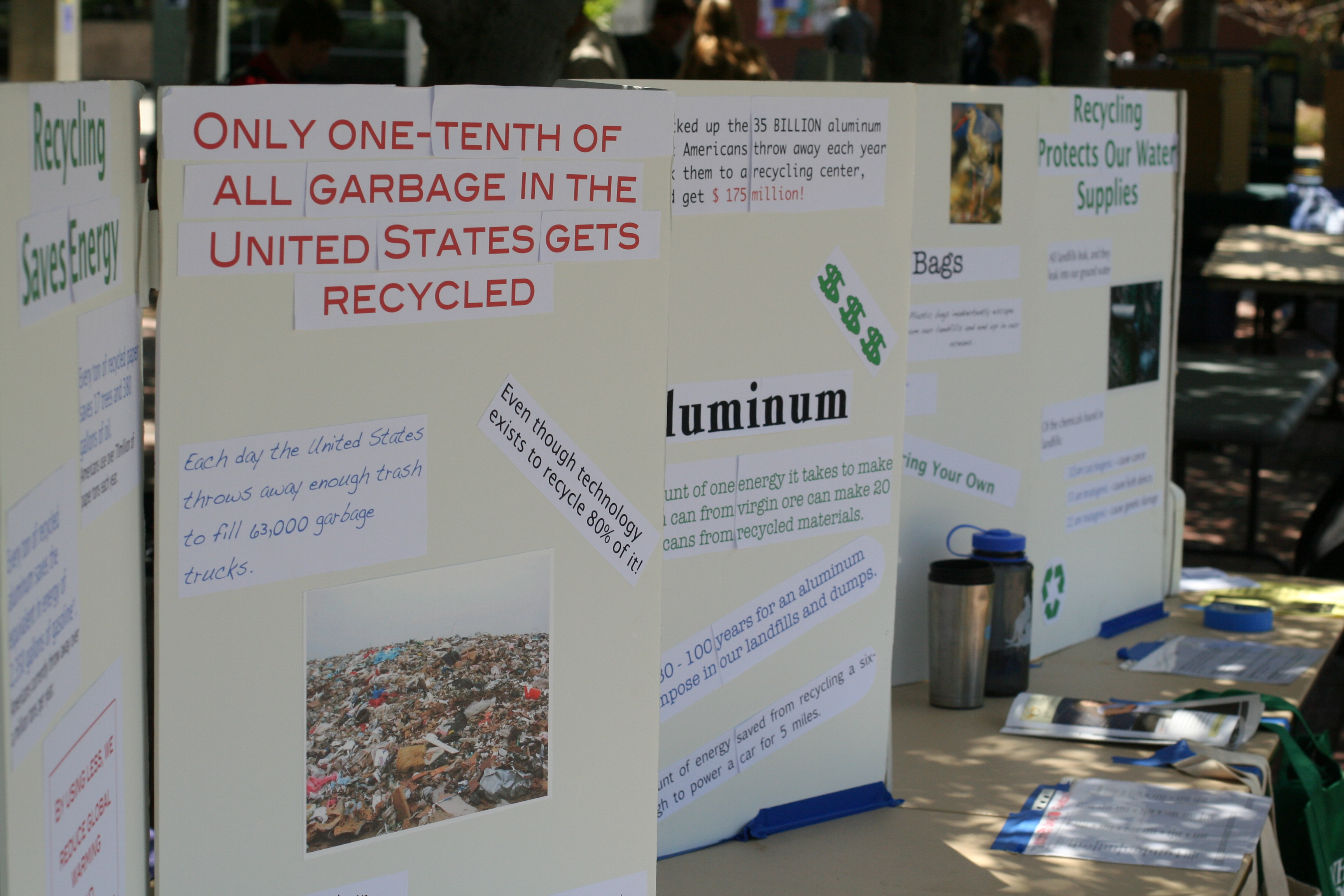
Den Země 2007 na City College v San Diegu

Od roku 1969 se environmentální aktivista James F. Phillips z Illinois zapojil se do četných kampaní proti znečištění, přičemž používal pseudonym “liška”. Mezi jeho činnosti patřilo vypouštění nelegálních a toxických odpadních vod z továrny US Steel do firemní kanceláře společnosti v Chicagu. Jeho kampaně „ekotáž“ přitahovaly pozornost médií a následně inspirovaly další přímé akce proti ničení životního prostředí.
22. dubna 1970 se poprvé slavil Den Země. Zakladatelem tohoto svátku byl bývalý senátor Wisconsinu Gaylord Nelson, kterého k vyhlášení dne environmentální výchovy a uvědomění inspirovalo, když v roce 1969 viděl únik ropy z pobřeží Santa Barbary. Hnutí Greenpeace vzniklo v roce 1971 jako organizace, která věřila, že legislativní opatření jsou neúčinná nebo neefektivní a začala podporovat nenásilné akce. Roku 1980 vznikla Země především!, skupina s ekocentrickým pohledem na svět - věřící v rovnost mezi právy lidí, všech ostatních druhů a ekosystémů.
V padesátých, šedesátých a sedmdesátých letech došlo k několika událostem ilustrujícím rozsah škod na životním prostředí způsobených lidmi. V roce 1954 byla třiadvacetičlenná posádka japonské rybářské lodi Lucky Dragon 5 vystavena radioaktivnímu spadu po testu vodíkové bomby v atolu Bikini. V roce 1967 ztroskotal ropný tanker Torrey Canyon na pobřeží Cornwallu a v roce 1969 se ropa vylila z pobřežní studny v kalifornském Santa Barbara Channel. V roce 1971 výsledek soudního řízení v Japonsku přitáhl mezinárodní pozornost na dopady otravy rtutí na obyvatele Minamaty. 
Současně upozornil vznikající vědecký výzkum na stávající a hypotetické hrozby pro životní prostředí a lidstvo. Například Paul R. Ehrlich svou knihou Populační bomba (1968) oživil malthusiánské obavy z dopadu exponenciálního růstu populace. Biolog Barry Commoner vyvolal debatu o růstu, blahobytu a „závadné technologii“. Kromě toho sdružení vědců a politických lídrů Římský klub zveřejnilo svou zprávu Meze růstu v roce 1972 a upozornilo na rostoucí tlak na přírodní zdroje z lidské činnosti.
Tou dobou také poskytly technologické novinky, jakými bylo šíření jaderných zbraní a fotografie Země z vesmíru, nové perspektivy a důvody k obavám o zdánlivě malé a jedinečné místo Země ve vesmíru.
V roce 1972 se ve Stockholmu konala Konference OSN o životním prostředí a poprvé tak vlády mnoha států diskutovaly o stavu globálního životního prostředí. Tato konference vedla k vytvoření vládních agentur pro životní prostředí a Programu OSN pro životní prostředí.
V polovině 70. let se protijaderný aktivismus posunul nad úroveň pouhých lokálních protestů a získal větší přitažlivost a vliv. Navzdory absenci koordinační organizace získalo anti-jaderné hnutí velkou pozornost, zejména ve Velké Británii a Spojených státech.  V důsledku havárie na ostrově Three Mile Island v roce 1979 se uskutečnilo mnoho masových demonstrací. Největší se konala v New Yorku v září 1979 a zúčastnilo se jí 200 000 lidí.   
Od 70. let 20. století pokročilo povědomí veřejnosti, environmentální vědy, ekologie a technologie o moderních problémech, jakými jsou zmenšování ozonové vrstvy, globální změna klimatu, kyselé deště, šlechtění, geneticky modifikované plodiny a geneticky modifikovaná hospodářská zvířata. Někteří environmentalisté tvrdí, že geneticky modifikované rostliny a zvířata jsou ze své podstaty špatné, protože jsou nepřirozené. Jiní poukazují na možné výhody geneticky modifikovaných plodin, jako je ochrana vody prostřednictvím kukuřice modifikované tak, aby potřebovala méně vody pro svůj růst, nebo snížení používání pesticidů díky plodinám odolným proti hmyzu. Poukazují také na to, že některá geneticky modifikovaná hospodářská zvířata rostou rychleji, což vede k efektivnějšímu využívání krmiv. 

## Spojené státy
Kořeny současného environmentálního hnutí lze vysledovat ke knihám Our Synthetic Environment Murraye Bookchina, Populační bomba Paula R. Ehrlicha a Tiché jaro Rachel Carson. Američtí ochránci životního prostředí vedli kampaň proti jaderným zbraním a jaderné energii v 60. a 70. letech 20. století, proti kyselým dešťům v 80. letech, ozonové díře a odlesňování v 90. letech a v současnosti proti změně klimatu a globálnímu oteplování.

## Evropa
Poté, co v roce 1952 zabil Velký smog 1952 tisíce lidí, byl roku 1956 ve Spojeném království vytvořen první zákon o čistém ovzduší. V roce 1957 došlo k první velké jaderné havárii ve Windscale v severní Anglii. V roce 1967 ztroskotal supertanker u pobřeží Cornwallu a způsobil první velký únik ropy, který zničil veškerý mořský život podél celého pobřeží. V roce 1972 ve Stockholmu vytvořila Konference OSN o životním prostředí Program OSN pro životní prostředí. Na základě deklarace Evropské rady byl přijat první pětiletý environmentální program pro EU. Hlavní myšlenkou deklarace byl princip tzv. předběžné opatrnosti a princip, že znečišťovatel by měl platit.
V 80. letech začaly strany zelených, jež vznikaly už o deset let dříve, mít určitý politický úspěch. V roce 1986 došlo v Černobylu na Ukrajině k jaderné havárii. Koncem 80. a začátkem 90. let došlo k pádu komunismu napříč střední a východní Evropou. Na summitu OSN v Rio de Janeiru byla roku 1992 přijata Agenda 21. Kjótský protokol vznikl roku 1997 a stanovil konkrétní cíle a lhůty ke snížení celosvětových emisí skleníkových plynů. Na začátku roku 2000 se aktivisté domnívali, že obavy z environmentální politiky byly zastíněny energetickou bezpečností, globalizmem a terorismem. 

## Environmentální hnutí v České republice

### Předrevoluční období
Počátky environmentálního hnutí v českém kontextu sahají do 60. let. Průkopníkem byl Otakar Leiský, který v roce 1958 založil Sbor ochrany přírody. Ten získal v roce 1969 status nezávislé organizace a přejmenoval se na TIS - svaz pro ochranu přírody, krajiny a lidí.
V roce 1974 vzniklo Hnutí Brontosaurus, které funguje dodnes. Brzy se do něj zapojilo mnoho členů, kteří ve výletech a akcích viděli možnost alespoň nějaké svobody v tehdejším totalitním režimu. Hnutí se zabývalo především ekologickou výchovou a tzv. malou ekologií. Ta si na rozdíl od velké ekologie, která usiluje o systémové změny, klade za cíl pomáhat přírodě lokálně a řešit spíše dopady než příčiny environmentálních problémů (například uklízení odpadků, sázení stromů apod.) V reakci na úspěch Hnutí Brontosaurus vzniká v roce 1979 na popud státu Český svaz ochránců přírody (ČSOP).
Mezitím přeložil Bedřich Moldan ve spolupráci s Josefem Vavrouškem knihu Meze růstu vydanou Římským klubem. V češtině vyšla v samizdatu v nákladu 400 výtisků, což dokazovalo, že o environmentální témata vzrůstal zájem. Šíření přeložené knihy souviselo se vznikem Ekologická sekce Biologické společnosti při ČSAV, což byla platforma pro setkávání vědců z různých oborů, aby mohli diskutovat ekologické problémy. Tato platforma mohla informovat veřejnost o problémech tzv. velké ekologie a to zejména díky tomu, že měla přístup k jinak neveřejným vědeckým informacím.
V letech 1981-1988 probíhala průběžně jedna z největších přímých akcí v české historii. Jelikož se nepodařilo zabránit výstavbě 3. Novomlýnské nádrže, zachraňovali dobrovolníci z ČSOP, Hnutí Brontosaurus, CHKO Pálava i nezávislí milovníci přírody jednotlivé vzácné rostliny a přesazovali je jinam. Ačkoliv nebylo možné přesadit vzrostlé duby s čapími hnízdy a rozložité vrby, na nichž hnízdily husy, během let se více než 1100 dobrovolníkům podařilo přesadit celkem 144 786 rostlin (bledule letní, sněženky, ladoňky vídeňské a lekníny). Akce měla spíše symbolický charakter, protože budování nádrže nezastavila, nicméně se ukázalo, že ekocentrické myšlení (soustředící se na dobro pro ekosystém, ne primárně pro člověka) dokáže motivovat mnoho lidí k akci. Dobrovolníci nežádali o žádné povolení k této akci, jednalo se o jejich způsob, jak vyjádřit nesouhlas s budováním nádrže.

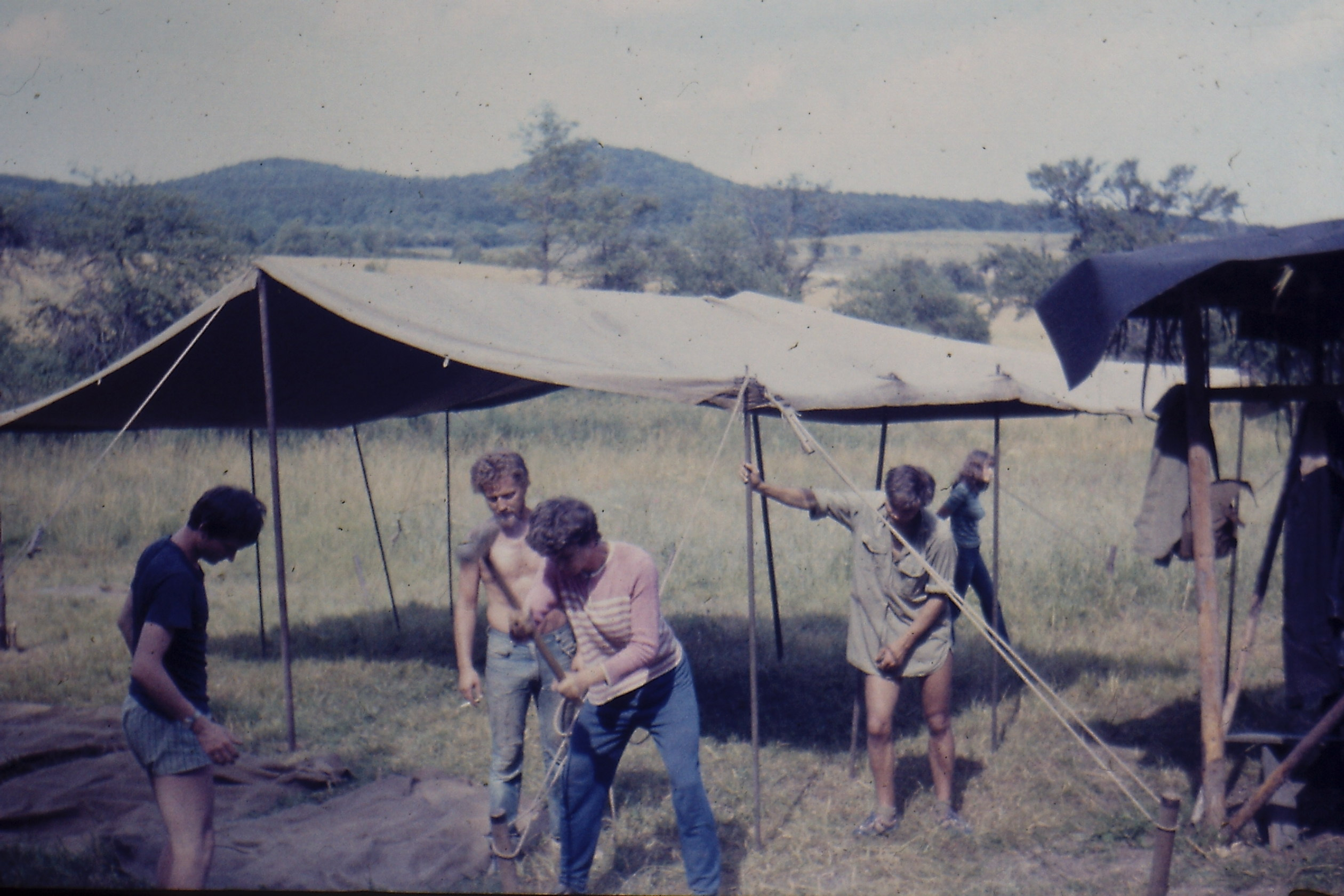
Tým Bořena pod Radovesickou výsypkou v roce 1983

V září 1979 založili studenti bílinského gymnázia Tým Bořena (Jindřich Petrlík a Miroslav Patrik), který začal s archeologickým výzkumem a pokračoval se zkoumáním vlivu Radovesické výsypky na životní prostředí. V letech 1984 - 1992 pak organizoval přesun devíti druhů ohrožených druhů rostlin z jejího předpolí (bledule jarní, ladoňky dvoulisté, hadího mordu španělského, plaménku přímého, lnu žlutého, hvězdnice chlumní, bělozářky větevnaté, sasanky lesní a sítiny kulatoplodé) na náhradní lokality v Českém středohoří (například do nynější přírodní rezervace Trupelník a pod vrch Holibka u Razic). Přenos osmi druhů byl úspěšný a pomohl tak zachovat západní hranici rozšíření lnu žlutého v Českém středohoří. Tým Bořena byl podhoubím pro vznik Dětí Země v září 1989.
Bohatý vývoj na české environmentálistické scéně v 80. a 90. letech zachycoval časopis Nika, jehož šéfredaktorem byl Ivan Makásek. Slovy J. Vavrouška: Nika se ke konci 80. let stala skutečně vlajkovou lodí, kam směřovaly všechny významné ekologické iniciativy.
V Praze se dne 10. června 1987 sešlo fórum Charty 77 věnované životnímu prostředí (ekologii). Koncem 80. let se také zrodila disidentská ekologická skupina založená Ivanem Dejmalem a vydávala samizdat Ekologický bulletin. Z jejích řad se formovala Ekologická společnost, které v červenci 1989 tehdejší Ministerstvo vnitra zamítlo oficiální registraci. Jak řekl Ivan Dejmal historikovi Miroslavu Vaňkovi, Nika se pohybovala na samé hraně toho, co se mohlo psát a příspěvky, které v ní nemohly vyjít, jsme uveřejnili v Ekologickém bulletinu.
V letech 1988-1989 bylo klíčovým tématem environmentálního hnutí znečištění ovzduší. Vznikla skupina Pražské matky, která demonstrovala za čistější vzduch a její akce se zúčastnila i batolata v kočárcích. Mezinárodní demonstrace proti výstavbě koksovny ve Stonavě (organizoval ji Severomoravský ekologický klub) se sice nezúčastnilo mnoho Čechoslováků, nicméně obrovská účast z polské strany a stále vzrůstající zájem o environmentální problematiku, zajistily události mediální zájem. 11.–13. 11. 1989 se za čisté ovzduší demonstrovalo v Teplicích na severu Čech. 20. 11. 1989 následovala veřejná diskuse na zimním stadionu v Teplicích, které se zúčastnili i dva pozdější ministři životního prostředí Ivan Dejmal a Josef Vavroušek. Ani po 17. listopadu nepřestávali místní vést dialog o ekologičtějším provozu továren.

### Přímé akce v 90. letech

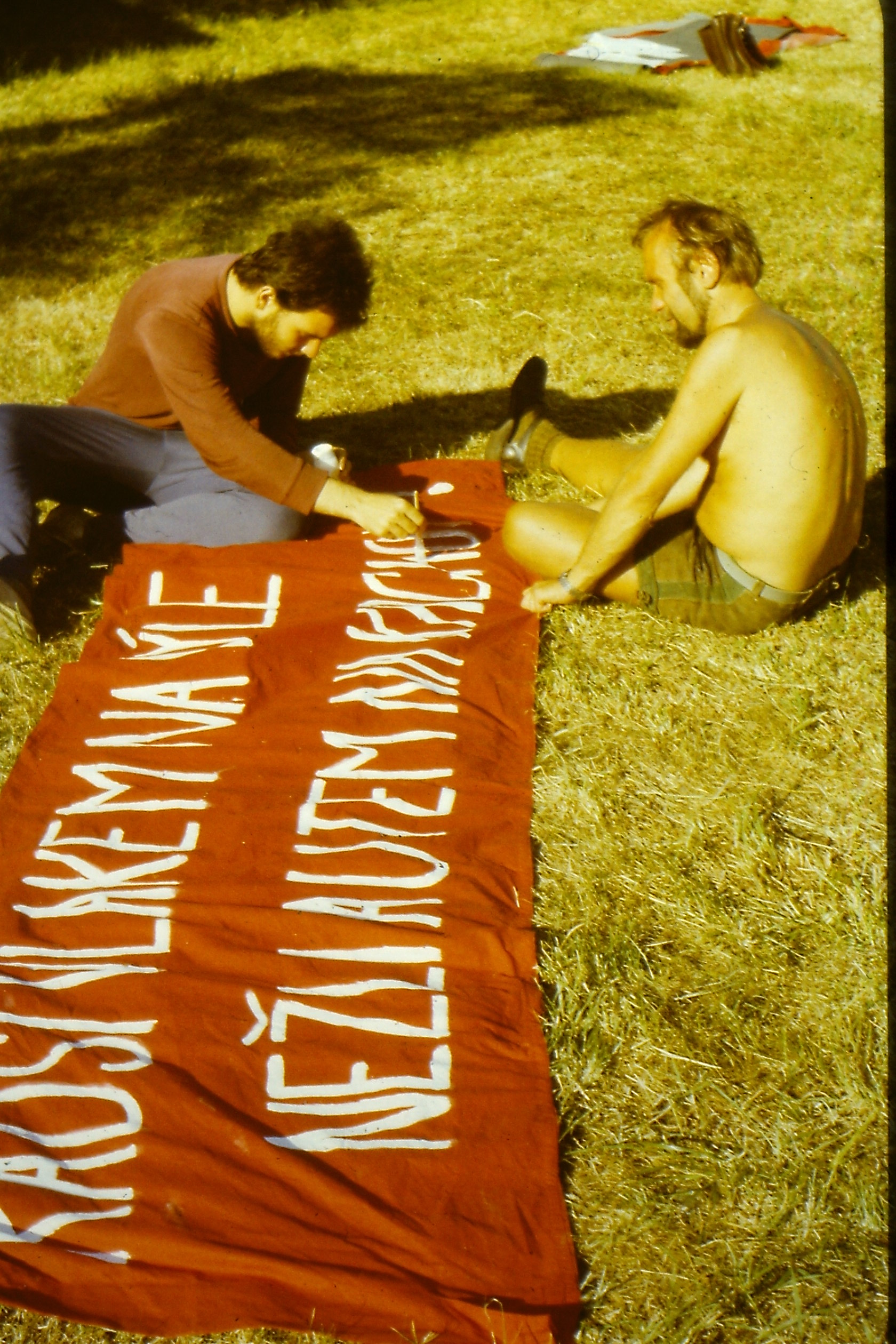
Děti Země připravují v dubnu 1991 transparent na protestní akci proti zdražování veřejné dopravy

Souběžně se Sametovou revolucí vzniklo Hnutí Duha, které založil tehdy šestnáctiletý Jakub Patočka a devatenáctiletý Jan Beránek. Těsně před sametovou revolucí se na schůzce 28. září 1989 v kulturním domě Delta v Praze 6 zrodily i Děti Země. V 90. letech panovalo nadšení z přechodu na demokratický systém a představa, že bude stačit na určitý environmentální problém upozornit a demokratická vláda ho začne řešit.
Nový prezident Václav Havel nechal v roce 1990 vzniknout Ministerstvo životního prostředí. Prvním ministrem se stal Bedřich Moldan. Rozšířil se také nevládní sektor a to o sdružení Calla (1991), českou pobočku Greenpeace (1992), Společnost pro trvale udržitelný život (září 1992), Ekologický právní servis (1995), Nesehnutí (říjen 1997) či Arniku (září 2001)”.
S demokratickým uspořádáním environmentální problémy nezmizely, hlavními tématy byly výstavba nových bloků jaderné elektrárny Temelín, bourání obce Libkovice kvůli těžbě hnědého uhlí, výstavba dálnic vedoucích přes chráněná krajinná území, kácení v Národním parku Šumava a práva zvířat. Zároveň s porevolučním důrazem na ekonomický růst, který environmentální hnutí kritizovala, přišla éra marginalizace ekologických témat a jejich propagace bývala označována za extrémismus z pozic vedoucích politiků, především tehdejšího premiéra Václava Klause.

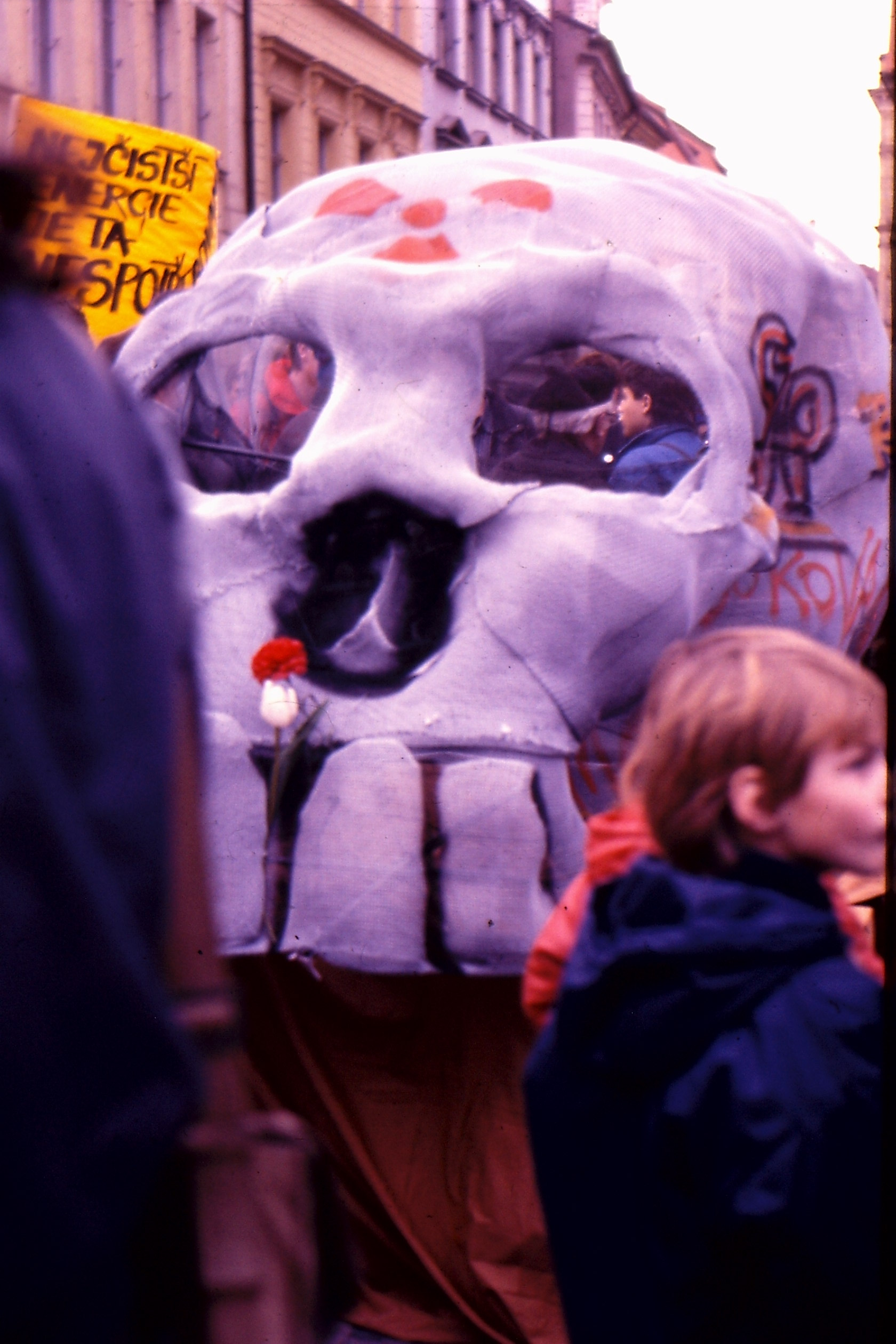
Jeden z prvních protestů proti dostavbě JE Temelín, 6. března 1990 v Praze zorganizovaly České děti.

Dostavbu jaderné elektrárny Temelín kritizovalo Hnutí Duha, které uspořádalo několik blokád a to vždy v létě od roku 1991 do roku 1997, které spojovalo se vzdělávacími ekologickými tábory.
11. října 1992 došlo k další velké přímé akci - blokádě dostihu Velká pardubická, při níž asi 700 lidí v sedící blokádě znemožnilo start závodu. Díky tomu aktivisté vyjednali pro koně mírnější a méně nebezpečné překážky (např. Taxisův příkop). Za blokádou stálo hnutí Animal SOS.
V Libkovicích začala s příjezdem buldozerů 1. prosince 1992 trvalá blokáda, kterou společně organizovalo Greenpeace, Hnutí Duha, Děti Země a Animal SOS. V roce 1996 proběhl třítýdenní mezinárodní ekologický festival Libkotopie.
Koncem devadesátých let se v hnutích projevují spory z důvodu různorodosti jejích členek a členů. Novák uvádí: „Ke konci 90. let se tak definitivně oddělila dvě prostředí, environmentální a anarchistické. Environmentální se vydalo na cestu institucionalizace a profesionalizace, přijalo ekologickou modernizaci jakožto koncept liberálního environmentalismu a de facto upustilo od nekonvenčních forem jednání.“ V roce 1997 se většina Hnutí Duha oddělila a založila Nesehnutí, nehierarchickou skupinu zaměřenou i na sociální problémy, kritiku zbrojního průmyslu a práva zvířat. V roce 2001 vzniklo z Dětí Země sdružení Arnika (dnes spolek). Jednotlivé skupiny se především zaměřovaly na politický lobbying a kampaně a upustily od pořádání přímých akcí, například blokád.

### Současnost
První blokáda po dlouhé době se konala až v roce 2011. Organizovalo ji Hnutí Duha a cílem bylo zabránit kácení části Národního parku Šumava. Policejní zásah proti blokujícím byl násilný, nicméně podle rozsudku Krajského soudu v Plzni z roku 2014 bylo jak kácení, tak i policejní zásah v rozporu se zákonem. Po této akci opět následovalo několik let fungování profesionalizovaných ekologických organizací.

#### Klimatický aktivismus
V roce 2015 v reakci na jednání vlády o možném prolomení těžebních limitů hnědého uhlí v Severních Čechách, vzniklo hnutí Limity jsme my. Nejprve zorganizovalo demonstraci proti prolomení limitů, které se v různých městech České republiky zúčastnilo více než 1000 lidí. Kromě snahy ubránit další dvě vesnice, Horní Jiřetín a Černice, před zbouráním, usilují Limity jsme my i o boj se změnou klimatu. Vláda nakonec prolomila limity těžby částečně, vesnice tedy zůstaly zachovány, nicméně rozšíření vzdálenějšího dolu Bílina bylo schváleno navzdory vědomí, že přinese okolním obyvatelům zdravotní a existenciální problémy a naruší vzácné biotopy v okolí dolu.
Hnutí Limity jsme my poté uspořádalo první český Klimakemp v červnu 2017. Ten se konal právě v Horním Jiřetíně, s podporou starosty Vladimíra Buřta a místních. Ve spolupráci a s podporou řady dalších organizací postavili členky a členové hnutí kemp, na kterém manifestovali udržitelný způsob života; vyráběli si nezbytné množství elektřiny solárními panely, kolektivně vařili veganské jídlo z lokálních surovin pro všechny účastníky kempu, recyklovali vodu a používali kompostovací záchody. Limity jsme my se snažili zapojit do organizace a chodu kempu všechny příchozí pomocí plén - každodenních schůzí otevřených všem kempujícím, na nichž se rozhoduje o dalším chodu kempu. Hnutí tak protestuje nejen proti těžbě hnědého uhlí, ale ukazuje jiné způsoby životních stylů a možného fungování společnosti.
Klimakemp 2017 se skládal ze tří dnů programu, který zajišťovali převážně sami aktivisté nebo vědci a politici. Cílem programu bylo přinášet často těžce dohledatelné informace o řešeních čistější energetiky, ale i nabídnout širokou paletu sociálních a ekologických témat. Po programové části následoval akční den. Jeho součástí byla nejprve demonstrace téměř všech účastnic a účastníků kempu, která šla podél hranic lomu ČSA, později se demonstrující přesunuli na další symbolická místa. Někteří pak pokračovali v nahlášených demonstracích před elektrárnami a v Litvínově, zatímco ostatní obsadili rypadlo v lomu Bílina, kde setrvali několik hodin, dokud je policie postupně neodvezla.
Hnutí Limity jsme my zorganizovalo Klimakempy i v roce 2018 a 2019. Všechny měly podobnou formu, po druhém obsazení dolu Bílina v červenci 2018 následovala třídenní blokáda vstupu do uhelné elektrárny Chvaletice v červenci 2019. Kromě Klimakempů pořádá hnutí Limity jsme my menší přímé akce v průběhu celého roku. Například v listopadu 2019 vylezlo několik aktivistek a aktivistů na výškovou budovu sídla uhelné společnosti Severní Energetická, vlastněné kontroverzním miliardářem Pavlem Tykačem, proti němuž vede hnutí dlouhodobou kampaň.
Hnutí se dále intenzivně věnuje vzdělávacím akcím především pro mládež, pořádáním diskuzí i praktických workshopů a organizováním výjezdů na podporu zahraničních protestních akcí jiných environmentálních hnutí, například Ende Gelände.
V březnu 2019 se konala první studentská stávka za klima. Tento formát inspirovala švédská studentka Greta Thunberg, která přestala každý pátek chodit do školy a namísto toho demonstrovala před parlamentem ve Stockholmu proti tomu, že vláda nedělá dost pro zmírnění změny klimatu. Greta Thunberg inspirovala vznik hnutí Fridays for Future, jehož buňky začaly vznikat po celém světě. 15. března 2019 vyšlo do českých ulic v době výuky několik tisíc studentek a studentů v různých městech.
Českému hnutí Fridays for Future se podařilo vyvolat reakci ministra životního prostředí Richarda Brabce, který po vzoru Německa dal vzniknout Uhelné komisi - poradnímu orgánu vlády, který má vypracovat scénáře odklonu české energetiky od uhlí. Ve stejném roce vznikla i česká větev původně britského hnutí Extinction Rebellion. To se zaměřuje na blokády a happeningy za vyvolání radikálních opatření v boji se změnou klimatu.

## Environmentalismus dnes
V posledních letech se environmentální hnutí stále více zaměřuje na globální oteplování a změnu klimatu. Tato témata se stala nejrozšířenějšími oblastmi, jimiž se hnutí zabývá. Neopouští však i témata znečištění odpady a toxickými látkami.
Od roku 2018 funguje hnutí Fridays for Future, které pořádá středoškolské stávky pro klima. Hnutí inspirovala Švédka Greta Thunberg, která na protest proti nečinnosti politiků v oblasti klimatické změny nechodila do školy, ale před švédský parlament stávkovat. V září 2019 byly klimatické stávky pravděpodobně největšími klimatickými stávkami ve světové historii. 
Průzkum z roku 2019 zjistil, že klimatický kolaps je považován za nejdůležitější problém, kterému čelí svět v sedmi z osmi dotazovaných státech. 